# Малий Кармиж
Малий Карми́ж (рос. Малый Кармыж) — присілок в Можгинському районі Удмуртії, Росія.
Урбаноніми:
- вулиці — Верхня, Зарічна, Садова

## Населення
Населення — 77 осіб (2010; 92 в 2002).
Національний склад станом на 2002 рік:
- удмурти — 96 %